# Обыкновенный камнеточец
Обыкновенный камнеточец, или морское сверло (Pholas dactylus) — вид морских двустворчатых моллюсков семейства Pholadidae.

## Описание
Раковина белая, клиновидной формы, вытянутая, косоусеченная сзади и клювообразно суженная спереди, с концентрическими полосками и 40—50 исчезающими на задней части раковины рёбрами, которые покрыты игловатыми зубчиками. Длина 8—12 см, ширина 2,7—4 см. Вид распространён в северной Атлантике и Средиземном море. Считался лакомством в Европе.
Чувствителен к свету, втягивая свою оболочку при воздействии на него.